# Colditz (film)
Colditz is een oorlogsfilm uit 2005 met onder andere Damian Lewis. De film is tevens verschenen als tweedelige miniserie.